# جری تاکر
جری تاکر (انگلیسی: Jerry Tucker؛ ‏ ۱ نوامبر ۱۹۲۵ – ۲۳ نوامبر ۲۰۱۶) بازیگر اهل ایالات متحده آمریکا بود. وی بین سال‌های ۱۹۳۱ تا ۱۹۴۲ میلادی فعالیت می‌کرد. وی یکی از بازیگران گروه هنری دارودسته ما بود که بیشتر نقش بچه‌پولدارها را بازی می کرد.
از فیلم‌هایی که وی در آن‌ها نقش داشته است، می‌توان به  پیاده‌روهای نیویورک، خوشبختی، هیچ‌یک از مردانش، ژست‌های مخاطره‌آمیز، بچه‌ها در شهر اسباب‌بازی، سان‌فرانسیسکو، ژنرال اسپنکی و ولز فارگو اشاره نمود.